# Protowörter
Protowörter (auch Quasiwörter, engl. auch sensori-motor morphemes, phonetically consistent forms, abgekürzt PCF) sind wortähnliche Eigenschöpfungen der Kindersprache, phonetisch konsistente, aber idiosynkratische Vokalisierungen, die nicht aus einem Wort der Zielsprache (Erwachsenensprache) abzuleiten sind, aber im Unterschied zu Lallwörtern der einfachsten Art außer ihrer konsistenten Lautform auch bereits eine konstante, in gleichartigen Situationen gleichartig wiederkehrende Bedeutung besitzen.
Sie sind gebunden an bestimmte Kontexte, und ihre Bedeutung besteht in dem referentiellen Bezug auf den jeweiligen Kontext. Beispiele: ein Schnapplaut wie /ha/ mit Bezug auf gereichte Nahrung, oder ein langgezogenes /m/, das sich onomatopoetisch auf ein vorbeifahrendes Auto bezieht.
Protowörter werden normalerweise ab dem neunten Monat gebildet.
Dümig kritisiert, dass Protowörter in gängigen Ansätzen als phonetische Ganzheiten angesehen werden, die man nicht linguistisch analysieren könne. Im Gegensatz dazu geht er von einer Kontinuität im Spracherwerb aus, so dass Protowörter von Beginn an eindeutig phonologische Repräsentationen darstellen. Analog zu Wortneubildungen bei Jargon-Aphasie, einer Unterart der Wernicke-Aphasie, zeigen sich überprüfbare Regularitäten. So werden z. B. vornehmlich nicht-komplexe Silben produziert, meist mit Plosiven im Onset und Vokal (wie z. B. /da.da/). Nach Maßgabe solcher Erkenntnisse kann man die Produktion solcher zufälligen, nicht-komplexen Silben auf einen eigenen kognitiven Mechanismus zurückführen, den Hugh W. Buckingham als Random Generator bezeichnet hat. Dieser wäre demnach im sehr frühen Spracherwerb aktiv, wenn noch keine Zielwörter im mentalen Lexikon eingespeichert sind oder nach Hirnschädigung, wenn der Zugang zum aktiven Wortschatz blockiert ist.